# 仕組債
仕組債（しくみさい、英: structured bondsまたはstructured notes）とは、オプションやスワップなどのデリバティブ（金融派生商品）を組み込むことで、通常の債券のキャッシュ・フローとは異なるキャッシュ・フローを持つようにした債券である。仕組み債とも書く。1980年代半ばから普及し始めた。

## 概要
仕組債とはデリバティブが組み込まれた債券のこと。債券＋デリバティブ＝仕組債と考えることが出来る。但し大半の場合債券元本は利子を得るための資金運用元本としての性質はほとんどなく、顧客が損失を被った場合の担保の役割を果たすものであり、顧客が受けるクーポンは、経済的意味における利子（資金運用の対価）の性質はほとんどなく、オプション系の仕組債であれば取引によって損失を負担するリスクを負うことによる対価（オプション料）に相当する。
一般的なリンク債の場合、参照価格（現在の価値）が上がっている間は、通常の債券より若干高い利息が得られるものの、参照価格が下がるとそれに応じて安価で償還されてしまう。つまり、参照価格が上がっても利息しか受け取れないが、参照価格が下がるとリンク債を買った人間が損をすることになる。つまり上がれば発行会社が儲けて、損は顧客が負担させられる、という一方的に発行会社が有利な仕組みになっている。
仕組債は、発行側（発行体およびデリバティブ提供者）にとっては調達コストがはっきりと投資家にわからないため大きな収益を得ることが可能となり、販売会社にとってはまとまった販売手数料が入る。
投資家にとってのメリットは通常の債券より高い利息が得られることだが、デメリットとして、複雑ゆえに評価が難しいため、期待できるリターンが大きなマイナスとなる「ハイリスク・ローリターン」ならぬ「ハイリスク・マイナスリターン」となる商品を知らずに購入させられている例が極めて多いこと、会計上の問題、流動性の低さ、が指摘されている。さらに、ファイアウォールが十分でなく、顧客に損を転嫁するために市場で売り叩いて故意にノックイン価格を割るような操作が行われているとみなされる例も多い。
上記の問題から欧米では個人向けの販売が禁止されている。2020年代の日本においては利息の高い証券投資であるような宣伝がなされていて、参照価格が上がった利益の大半は発行体がとり、参照価格が下がると一方的に顧客が損を負担する仕組みについては十分説明されていない場合が見られる。このため、実際の相場を基にシミュレーションを行ってみると、購入者の期待収支はマイナスとなっていることが多い。これは仕組債（デリバティブ取引）は「発行体（デリバティブ提供者を含む）の利益＋販売会社の手数料＋税金＝購入者の損失」というゼロサムの関係であり、発行体が利益を上げるためには必然的に顧客側が損失を被ることになるためである。
デリバティブ提供が収益を上げる目的ではなくリスクヘッジ目的で行われるケースであれば必ずしも顧客側の期待リターンはマイナスになるとは限らないが、期待収支シミュレーションを行うと大半は大きなマイナスとなるため、そういったケースはほとんどないと思われる。
仕組債の利率もしくは償還金額（償還形態）、早期償還の条件はデリバティブの対象アセットにより変動する。対象アセットとして主要なものは、金利、為替、株式、各種指標、クレジット、コモディティ、投資信託など、基本的に市場があれば何でも可能である。また本質的には資金を対象アセットに投資するわけではないため、指標を気温や降水量とする天候デリバティブを組み込むことも可能である。
当初はキャップをつけたものやステップアップ債、ステップダウン債といったキャッシュフローを組み替えただけのシンプルなものが主流であったが、デリバティブの発展と共に、最近ではTarget Redemption債 (TARN) といった複雑な経路依存型オプションを組み込んだ商品が数多く見られる。
仕組債の発行者の大半は別にスワップ取引を組んでおり、複雑なデリバティブの提供者は外資系を含めた証券会社を中心とする金融機関である。起債の自由度が高いユーロ市場での発行が大半で、EMTNプログラムにより発行されることが多い。
個人投資家は証券会社の「売出し」（公募）による仕組債を購入することが可能だが、資金力のある富裕層や法人は、希望するキャッシュフローや投資年限、許容リスクなどに応じてオーダーメイドで発行される私募仕組債に投資することが可能である。私募の仕組債への投資単位は、取り扱う証券会社にもよるが、1,000万円程度である。完全に自由にオーダーメイドしたい場合は5,000万円から1億円以上となる。
なお、個別の仕組債の名前は通称であり、特に決まった定義はない。同じ形であっても、販売会社によって違う名前で呼ぶことがある。
預金に仕組みを持たせた「仕組預金」や、投資信託に仕組みを組み込んだ「仕組投資信託」もあるが、実質的にはいずれも仕組債と同じく顧客が預けた資金を担保とするデリバティブ取引であり、個人向けに販売されている商品のほぼ全ては期待リターンが大きくマイナスとなるように設定されている。
損失が発生した場合の損失額の大きさ、もしくは損失が発生する可能性の大小についての説明を金融機関が十分に行わずに仕組債を販売し、顧客（特に個人・地公体・学校法人など）が多額の損失を被るケースが多発し社会問題化したため、問題視した金融庁が平成22年4月に販売業者に対する監督指針を改正し、販売に当たっては「過去のストレス時のデータ等、合理的な前提を踏まえた最悪のシナリオを想定した想定最大損失額について、顧客が理解できるように」説明する必要があると明文化された。
しかし、その後も証券会社や地方銀行などが顧客にリスクを十分に説明しないまま仕組債を販売していた事例があり、証券取引等監視委員会による検査においても「会社として営業姿勢に問題がある」と指摘されている。

## 被害

### 地方自治体
- 総務省によると2008年末で17の自治体が総額4200億円の仕組み債を発行している[4]。

- 岩手県は、円高により新たな仕組債の発行をしないことにした（2010年12月）[5]。

- 名古屋市が仕組み債で80億円資金運用していたことが判明した。（2011年1月5日）[6][7]。

- 大阪府など仕組債を発行している地方自治体もある[8]。

- 大阪府国際交流財団は仕組み債の運用で失敗したため、知事が解散を検討している（2011年5月）[9][10][11][12]。

- 大阪府と大阪市は、資産運用で失敗した（14億円の含み損）財団法人国際花と緑の博覧会記念協会に対して解散や出資金の返還を求めることを明らかにした。（2012年2月24日）[13]。また元農林水産省近畿中国森林管理局長の日尾野興一専務理事らが6月末に辞職した。（2012年5月12日）[14][15] [16]

- 兵庫県朝来市は2006年から2008年にかけ、市の基金の約半分、およそ61億5000万円を仕組債に投資し、12億4000万円の含み損を抱えている。[17] 同市は、これまでに受け取った利払い7億円を差し引いた約5億円の損害賠償を求める訴訟をSMBC日興証券と三井住友銀行の二社に対し起こした。[18]なお、その後円安により損失が無くなったことから訴訟取り下げを検討していると報じられる。[19]

- 仕組み債を運用している自治体の一覧でトップの神戸市は仕組み債を165億円購入し、29億7300万円の評価損を出している。（朝日新聞、2009年7月8日）[20]。

- 福岡県苅田町では、仕組み債をめぐり違法性の確認を求める訴えを、住民が福岡地裁に起こした（2011年2月24日）[21][22]。

### 私立大学・その他
- 経団連が評価損20億円…高リスク「仕組み債」で失敗している（読売新聞、2009年4月2日）。経団連では、役員報酬の減額と資産運用に関する内部統制の強化を決めた[23]。

- 被害規模が大きな事例としては、三菱東京UFJ銀行・中央三井信託銀行などが、ノックイン投信（日経平均リンク債）を個人顧客中心に3000億円以上販売した例がある[24]。なお、この商品は「投資初心者を中心に販売していた」 （関係者）といい、顧客が理解したうえで購入していたか大いに疑問が残ると指摘する金融関係者は多い[25]。

- 『金融ビジネス』（東洋経済新報社）の2009年秋号は、大学特集で「私立大の７割に含み損」という調査データを掲載している[26]。

- 大阪産業大学は仕組み債、デリバティブ投資で100億円近い損失が出る可能性が高いという記事が掲載されている（2009年1月22日）[27]。

## 対策
- 早稲田大学年金を知る会[28]は、「仕組み債」による700億円の大学資産運用の危険を訴えている（2008年11月）[29]。

- 日本私立大学協会は、学校法人の資金運用のあり方について、寄附行為の原点に立ち返れという論説を掲載している（2008年12月3日）[30]。

- 文科省は、学校法人に対して資産運用についての通達を出している（2009年1月6日）[31]。

- 日本私立大学教職員組合連合（日本私大教連）は、日本公認会計士協会に対して学校法人会計に関する要請を行っている（2010年1月29日）[32][33]。

- 大久保勉参議院議員（民主）は、金融商品取引法などの一部を改正する法律案の議題で、神戸市などの仕組債投資について質問している（2009年6月11日）[34]。

- 西田実仁参議院議員（公明）は、参議院予算委員会で、年間売上高20億円、従業員100人程度の企業が、大手銀行から勧められたデリバティブ（派生商品）である「通貨オプション取引」で大損してしまい、倒産の危機にひんしていると質問している（2010年11月22日）[35]。

- 井上伸弁護士は、仕組債（PRDC債）について問題を指摘している（2009年11月25日）[36]。

## 判例
- 大阪地裁は「賭博性高い」として野村証券に1.1億円の賠償命令を出している（2010年3月）[37]。

- 大阪高裁は、仕組み債について「一般投資家がリスク判断するのは著しく困難」と商品の難解さを理由に契約無効とする異例の判決を下した（2010年10月）[38]。

- 野村証券は、一審で支払いを命じられた賠償額を全額支払う和解に応じていたことが分かった（2011年1月）[39]。

- 大阪地裁は、大阪産業大学がデリバティブ（FX取引）で野村証券に約12億8000万円の損害賠償を求めた裁判で、野村証券に約２億5000万円の支払いを命じた（2012年2月24日）[40]。

- 東京高裁は、旧武富士（更生会社TFK）がメリルリンチ日本証券に約290億円の損害賠償を求めた訴訟の控訴審でメリルリンチ側を勝訴とした一審判決を取り消し、約145億円を支払うよう命じた（2012年8月27日）[41]。しかし、最高裁で控訴審判決を破棄し，最終的にはメリルリンチ側の勝訴となった。

## 種類

### 金利デリバティブ系
- コーラブル債
- キャップ付きフローター債 - クーポンに上限がある変動利付債
- ステップアップコーラブル債
- リバースフローター債 - 固定利率からLiborを差し引く数式になっているものが一般的。金利が低下時にクーポンが上昇する変動利付債。インバースフローター債ともいう。
- CMS債
- Snowball
- Snowblade

### 為替デリバティブ系
- 二重通貨建債
- リバースデュアルカレンシー債
- パワーリバースデュアルカレンシー債/PRDC債
- FXTarget Redemption債/FX TARN債

### エクイティデリバティブ系
- 他社株転換社債/EB
- 日経平均株価指数リンク債

### クレジットデリバティブ系
- クレジットリンク債/CLN　-　発行者とは異なる主体のクレジットリスクを組み込んだ債券

### その他、利息や償還形態などを表すもの
- Target Redemption債/TARN
- Chooser型 - 一般的に、利息や償還や早期償還が、2つ以上の通貨に連動して決定されるタイプの仕組債。どちらかより不利なレートをとるworst型のほか、平均をとるaverage型、有利なレートをとるbest型などがある
- レンジアクルーアル債